# Ryszard Ochyra
Ryszard Ochyra (geboren in 1949) is een Poolse bryologist. Deze botanicus wordt aangeduid met de auteursafkorting Ochyra bij het aanhalen van een botanische naam.
In 1986 beschreef botanicus en mycoloogi Jiří Váňa het geslacht Ochyraea behorend tot de familie Amblystegiaceae en genoemd ter ere van Rysard.